# Gymnostomum laeve
Gymnostomum laeve là một loài rêu trong họ Pottiaceae. Loài này được Bryhn mô tả khoa học đầu tiên năm 1907.